# Lista de prêmios e indicações recebidos por Grand Theft Auto V
Grand Theft Auto V é um jogo eletrônico de ação-aventura desenvolvido pela Rockstar North e publicado pela Rockstar Games. O jogo se passa no estado ficcional de San Andreas, com a história seguindo três criminosos e seus esforços para realizarem assaltos sob a pressão de uma agência governamental. O jogo foi oficialmente anunciado em 25 de outubro de 2011, sendo amplamente esperado. Ele venceu o prêmio de Jogo Mais Esperado no Spike Video Game Awards de 2012.
O jogo foi lançado em 17 de setembro de 2013 para PlayStation 3 e Xbox 360, em 18 de novembro de 2014 para PlayStation 4 e Xbox One, e em 14 de abril de 2015 para Microsoft Windows. Grand Theft Auto V foi aclamado pela crítica, possuindo uma nota média de 97/100 no agregador de resenhas Metacritic. Ele arrecadou mais de 815 milhões de dólares mundialmente em apenas 24 horas após seu lançamento, equivalendo a 11,21 milhões de cópias vendidas. Ele ultrapassou a marca de um bilhão de dólares depois de apenas três dias, tornando-se o produto de entretenimento mais rapidamente vendido na história.
De acordo com a revista Forbes, Grand Theft Auto V é o 3 jogo mais vendido da história (ficando atrás de Tetris e Minecraft, respectivamente), com cerca de 110 milhões de copias vendidas mundialmente em Maio de 2019. Ainda segundo a Forbes, o game é o produto de entretenimento mais vendido da história. 

## Prêmios
| Ano  | Prémio                                        | Categoria                                                                       | Resultado    | Ref.          |
| ---- | --------------------------------------------- | ------------------------------------------------------------------------------- | ------------ | ------------- |
| 2012 | 2012 Spike Video Game Awards                  | Jogo Mais Antecipado                                                            | Venceu       | [ 15 ]        |
| 2013 | 31st Golden Joystick Awards                   | Jogo do Ano                                                                     | Venceu       | [ 16 ]        |
| 2013 | Edge Awards 2013                              | Melhor Jogo                                                                     | Venceu       | [ 17 ]        |
| 2013 | Edge Awards 2013                              | Estúdio do Ano (Rockstar North)                                                 | Venceu       | [ 18 ]        |
| 2013 | Good Game Awards 2013                         | Melhor Jogo                                                                     | Indicado     | [ 19 ]        |
| 2013 | Good Game Awards 2013                         | Momento Mais Memorável (missão "Friends Reunited")                              | Indicado     | [ 20 ]        |
| 2013 | PlayStation Awards 2013                       | Prémio Platina                                                                  | Venceu       | [ 21 ]        |
| 2013 | PlayStation Awards 2013                       | Prémio Escolha do Público                                                       | Venceu       | [ 21 ]        |
| 2013 | 5th Annual Inside Gaming Awards               | Jogo do Ano                                                                     | Venceu       | [ 22 ] [ 23 ] |
| 2013 | 5th Annual Inside Gaming Awards               | Mais Imersivo                                                                   | Venceu       | [ 22 ] [ 23 ] |
| 2013 | 5th Annual Inside Gaming Awards               | Melhor Dobragem                                                                 | Indicado     | [ 22 ] [ 23 ] |
| 2013 | 5th Annual Inside Gaming Awards               | Melhor Video (Franklin Trailer)                                                 | Indicado     | [ 22 ] [ 23 ] |
| 2013 | 5th Annual Inside Gaming Awards               | Escolha dos Jogadores                                                           | Indicado     | [ 22 ] [ 23 ] |
| 2013 | Cheat Code Central's 7th Annual Cody Awards   | Estúdio do Ano (Rockstar North)                                                 | Vice-Campeão | [ 24 ]        |
| 2013 | Cheat Code Central's 7th Annual Cody Awards   | Jogo do Ano                                                                     | Indicado     | [ 25 ] [ 26 ] |
| 2013 | Cheat Code Central's 7th Annual Cody Awards   | Melhor Som                                                                      | Indicado     | [ 27 ] [ 28 ] |
| 2013 | Cheat Code Central's 7th Annual Cody Awards   | Melhor Personagem Masculino (Trevor Philips)                                    | Indicado     | [ 29 ] [ 30 ] |
| 2013 | Cheat Code Central's 7th Annual Cody Awards   | Melhor Jogo Xbox                                                                | Indicado     | [ 31 ] [ 32 ] |
| 2013 | Cheat Code Central's 7th Annual Cody Awards   | Melhor Jogo de Acção/Aventura                                                   | Indicado     | [ 33 ] [ 34 ] |
| 2013 | Spike VGX 2013                                | Jogo do Ano                                                                     | Venceu       | [ 35 ] [ 36 ] |
| 2013 | Spike VGX 2013                                | Melhor Banda Sonora                                                             | Venceu       | [ 35 ] [ 36 ] |
| 2013 | Spike VGX 2013                                | Estúdio do Ano (Rockstar North)                                                 | Indicado     | [ 35 ] [ 36 ] |
| 2013 | Spike VGX 2013                                | Melhor Jogo de Acção/Aventura                                                   | Indicado     | [ 35 ] [ 36 ] |
| 2013 | Spike VGX 2013                                | Melhor Jogo Xbox                                                                | Indicado     | [ 35 ] [ 36 ] |
| 2013 | Spike VGX 2013                                | Melhor Jogo PlayStation                                                         | Indicado     | [ 35 ] [ 36 ] |
| 2013 | Spike VGX 2013                                | Melhor Actor de Voz (Steven Ogg como Trevor Philips)                            | Indicado     | [ 35 ] [ 36 ] |
| 2013 | Spike VGX 2013                                | Melhor Canção num Jogo ("ADHD" interpretada por Kendrick Lamar)                 | Indicado     | [ 35 ] [ 36 ] |
| 2013 | Spike VGX 2013                                | Melhor Canção num Jogo ("Sleepwalking" interpretada por The Chain Gang of 1974) | Indicado     | [ 35 ] [ 36 ] |
| 2013 | Spike VGX 2013                                | Personagem do Ano (Trevor Philips)                                              | Indicado     | [ 35 ] [ 36 ] |
| 2013 | GameSpot's Game of the Year 2013 Awards       | Jogo do Ano para Xbox 360                                                       | Venceu       | [ 37 ]        |
| 2013 | GameSpot's Game of the Year 2013 Awards       | Jogo do Ano para PlayStation 3                                                  | Indicado     | [ 38 ]        |
| 2013 | Game Revolution's Best of 2013 Awards         | Game of the Year                                                                | Indicado     | [ 39 ]        |
| 2013 | Game Revolution's Best of 2013 Awards         | Best Developer (Rockstar North)                                                 | Indicado     | [ 40 ]        |
| 2013 | Game Revolution's Best of 2013 Awards         | Biggest Disappointment (Grand Theft Auto Online)                                | Indicado     | [ 41 ]        |
| 2013 | Hardcore Gamer's Game of the Year Awards 2013 | Jogo do Ano                                                                     | Vice-Campeão | [ 42 ]        |
| 2013 | Hardcore Gamer's Game of the Year Awards 2013 | Melhor Produtor (Rockstar North)                                                | Indicado     | [ 43 ]        |
| 2013 | Hardcore Gamer's Game of the Year Awards 2013 | Melhor Personagem Novo (Trevor Philips)                                         | Indicado     | [ 44 ]        |
| 2013 | Hardcore Gamer's Game of the Year Awards 2013 | Melhor Argumento                                                                | Indicado     | [ 45 ]        |
| 2013 | Hardcore Gamer's Game of the Year Awards 2013 | Melhor Banda Sonora Original                                                    | Venceu       | [ 46 ]        |
| 2013 | Hardcore Gamer's Game of the Year Awards 2013 | A Sequela das Sequelas                                                          | Indicado     | [ 47 ]        |
| 2013 | Hardcore Gamer's Game of the Year Awards 2013 | Mais Desapontante (Grand Theft Auto Online)                                     | Indicado     | [ 48 ]        |
| 2013 | Destructoid's Best of 2013                    | Best Multiplatform Game                                                         | Venceu       | [ 49 ]        |
| 2013 | Destructoid's Best of 2013                    | Community Choice                                                                | Runner-Up    | [ 50 ]        |
| 2013 | Destructoid's Best of 2013                    | Game of the Year                                                                | Indicado     | [ 51 ]        |
| 2013 | Destructoid's Best of 2013                    | Best Story                                                                      | Indicado     | [ 52 ]        |
| 2013 | Destructoid's Best of 2013                    | Best Action Game                                                                | Indicado     | [ 53 ]        |
| 2013 | Destructoid's Best of 2013                    | Best Character (Trevor Philips)                                                 | Indicado     | [ 54 ]        |
| 2013 | Destructoid's Best of 2013                    | Best Soundtrack                                                                 | Indicado     | [ 55 ]        |
| 2013 | Giant Bomb's 2013 Game of the Year Awards     | Best New Character (Lamar Davis)                                                | Venceu       | [ 56 ]        |
| 2013 | Giant Bomb's 2013 Game of the Year Awards     | Best Music                                                                      | Indicado     | [ 56 ]        |
| 2013 | Telegraph Video Game Awards 2013              | Best Art Direction (Aaron Garbut)                                               | Venceu       | [ 57 ]        |
| 2013 | Telegraph Video Game Awards 2013              | Best Technical Achievement                                                      | Venceu       | [ 57 ]        |
| 2013 | Telegraph Video Game Awards 2013              | Game of the Year                                                                | Indicado     | [ 57 ]        |
| 2013 | Telegraph Video Game Awards 2013              | Best Director (Leslie Benzies)                                                  | Indicado     | [ 57 ]        |
| 2013 | Telegraph Video Game Awards 2013              | Best Script (Dan Houser)                                                        | Indicado     | [ 57 ]        |
| 2013 | Telegraph Video Game Awards 2013              | Best Performer (Steven Ogg como Trevor Philips)                                 | Indicado     | [ 57 ]        |
| 2013 | Telegraph Video Game Awards 2013              | Best Original Score (Woody Jackson, Tangerine Dream, Oh No, The Alchemist)      | Indicado     | [ 57 ]        |
| 2013 | Telegraph Video Game Awards 2013              | Best Developer (Rockstar)                                                       | Indicado     | [ 57 ]        |
| 2014 | 18th Satellite Awards                         | Jogo Marcante de Acção/Aventura                                                 | Indicado     | [ 58 ]        |
| 2014 | GameTrailers Game of the Year Awards 2013     | Best Multiplayer (Grand Theft Auto Online)                                      | Venceu       | [ 59 ]        |
| 2014 | GameTrailers Game of the Year Awards 2013     | Best Multiplatform                                                              | Venceu       | [ 59 ]        |
| 2014 | GameTrailers Game of the Year Awards 2013     | Game of the Year                                                                | Indicado     | [ 59 ]        |
| 2014 | GameTrailers Game of the Year Awards 2013     | Best Soundtrack                                                                 | Indicado     | [ 59 ]        |
| 2014 | GameTrailers Game of the Year Awards 2013     | Best Third Person Shooter                                                       | Indicado     | [ 59 ]        |
| 2014 | The Escapist Awards 2013                      | Best Action-Adventure Game                                                      | Indicado     | [ 60 ]        |
| 2014 | IGN's Best of 2013                            | Best Xbox 360 Action Game                                                       | Venceu       | [ 61 ]        |
| 2014 | IGN's Best of 2013                            | Best Xbox 360 Multiplayer Game                                                  | Venceu       | [ 61 ]        |
| 2014 | IGN's Best of 2013                            | Best Xbox 360 Graphics                                                          | Venceu       | [ 61 ]        |
| 2014 | IGN's Best of 2013                            | Best Xbox 360 Sound                                                             | Venceu       | [ 61 ]        |
| 2014 | IGN's Best of 2013                            | Best Xbox 360 Game                                                              | Venceu       | [ 61 ]        |
| 2014 | IGN's Best of 2013                            | Best PS3 Action Game                                                            | Venceu       | [ 61 ]        |
| 2014 | IGN's Best of 2013                            | Best Overall Action Game                                                        | Venceu       | [ 61 ]        |
| 2014 | IGN's Best of 2013                            | Game of the Year                                                                | Indicado     | [ 61 ]        |
| 2014 | IGN's Best of 2013                            | Best Overall Multiplayer Game                                                   | Indicado     | [ 61 ]        |
| 2014 | IGN's Best of 2013                            | Best Overall Graphics - Technology                                              | Indicado     | [ 61 ]        |
| 2014 | IGN's Best of 2013                            | Best Xbox 360 Story                                                             | Indicado     | [ 61 ]        |
| 2014 | IGN's Best of 2013                            | Best PS3 Multiplayer Game                                                       | Indicado     | [ 61 ]        |
| 2014 | IGN's Best of 2013                            | Best PS3 Sound                                                                  | Indicado     | [ 61 ]        |
| 2014 | IGN's Best of 2013                            | Best PS3 Story                                                                  | Indicado     | [ 61 ]        |
| 2014 | IGN's Best of 2013                            | Best PS3 Game                                                                   | Indicado     | [ 61 ]        |
| 2014 | Game Developers Choice Awards 2013            | Jogo do Ano                                                                     | Indicado     | [ 62 ]        |
| 2014 | Game Developers Choice Awards 2013            | Melhor Design                                                                   | Indicado     | [ 62 ]        |
| 2014 | Game Developers Choice Awards 2013            | Melhor Áudio                                                                    | Indicado     | [ 62 ]        |
| 2014 | Game Developers Choice Awards 2013            | Melhor Tecnologia                                                               | Venceu       | [ 62 ]        |
| 2014 | 17th Annual D.I.C.E. Awards                   | Jogo do Ano                                                                     | Indicado     | [ 63 ]        |
| 2014 | 17th Annual D.I.C.E. Awards                   | Prémio Excelência em Som                                                        | Indicado     | [ 63 ]        |
| 2014 | 17th Annual D.I.C.E. Awards                   | Prémio Excelência em Desempenho da Personagem (Trevor)                          | Indicado     | [ 63 ]        |
| 2014 | 17th Annual D.I.C.E. Awards                   | Prémio Excelência em Inovação                                                   | Indicado     | [ 63 ]        |
| 2014 | 17th Annual D.I.C.E. Awards                   | Prémio Excelência em Engenharia Visual                                          | Indicado     | [ 63 ]        |
| 2014 | 17th Annual D.I.C.E. Awards                   | Prémio Excelência em Engenharia Jogabilidade                                    | Venceu       | [ 63 ]        |
| 2014 | 17th Annual D.I.C.E. Awards                   | Prémio Excelência na Direcção de Jogo                                           | Indicado     | [ 63 ]        |
| 2014 | BAFTA Awards 2014                             | Melhor Jogo                                                                     | Indicado     | [ 64 ]        |
| 2014 | BAFTA Awards 2014                             | Ação e Aventura                                                                 | Indicado     | [ 64 ]        |
| 2014 | BAFTA Awards 2014                             | Prémio Excelência de Audio                                                      | Indicado     | [ 64 ]        |
| 2014 | BAFTA Awards 2014                             | História                                                                        | Indicado     | [ 64 ]        |
| 2014 | BAFTA Awards 2014                             | Game Design                                                                     | Venceu       | [ 64 ]        |
| 2014 | BAFTA Awards 2014                             | Inovação                                                                        | Indicado     | [ 64 ]        |
| 2014 | BAFTA Awards 2014                             | Multijogador                                                                    | Venceu       | [ 64 ]        |
| 2014 | BAFTA Awards 2014                             | Interpretação (Steven Ogg como Trevor Phillips)                                 | Indicado     | [ 64 ]        |
| 2014 | BAFTA Awards 2014                             | Melhor Jogo Britânico                                                           | Venceu       | [ 64 ]        |